# Поль, Владимир Иванович
Владимир Иванович Поль (1 января 1875, Париж — 21 июня 1962, Париж) — русский композитор, пианист, педагог, музыкально-общественный деятель, художник.

## Биография
Владимир Поль родился 1 января 1875 года; отец его Иван Фридрихович Поль обрусевший немец, врач по нервным болезням, мать — Александра Сергеевна (урожд. фон Пейч), пианистка, первая учительница музыки Владимира Поля. Владимир Иванович родился в Париже, где его отец защищал диссертацию в Сорбонне. Детские годы и юность Поля прошли в городе Киеве.
Высшее образование он получил закончив естественное отделение физико-математического факультета Киевского университета. Затем, увлекшись музыкой, он учился в Киевской консерватории по классу фортепиано у профессора В. В. Пухальского, по теории музыки — у Е. А. Рыба, ученика Н. А. Римского-Корсакова. С малых лет он рисует, учится в Киевском художественном училище директором которого был Н. И. Мурашко, среди педагогов Николай Ге.

### Москва
Затем в 1903 году семья перебирается в Москву в дом на Серебряном переулке. Будучи студентом Поль женился на пианистке Марии Станиславовне Новицкой. Брак распался, после революции Мария Поль осталась с двумя детьми в России; сын — Олег, математик и богослов, стал жертвой репрессий в 1929 году на Кавказе. Тамара Поль, работала преподавателем музыки и прожила долгую жизнь 94 года, похоронена в Москве. В 1903 Поль выдержал экзамен в консерватории и получил звание «свободного художника». Из-за болезни легких в 1904 году на время лечения переехал жить Крым. Преподавал, был директором Крымского отделения Русского музыкального общества. В Ялте познакомился с начинающей камерной певицей, дочерью общественного деятеля М. Петрункевича — Анной Михайловной Петрункевич, известной под сценическим псевдонимом Ян-Рубан. Они сперва выступают в концертных программах, где Поль выступал в качестве аккомпаниатора. В Ялте произошло его знакомство, а вскоре и дружба с Цезарем Кюи. Оценив даровитость Владимира Ивановича, Кюи выхлопотал ему место директора «Крымского отделения» Императорского Русского музыкального общества.
Ян-Рубан и Владимир Поль продолжают совместную работу, переселившись в Москву, они поселяются в доме на Садовой-Кудринской. Поль становится учеником Сергея Танеева, по классу композиции. В Москве он начинает сочинять этюды, вальсы, романсы на стихи Ф. Тютчева («Последняя любовь»), А. К. Толстого («На нивы желтые»), А. Майкова. В московскую квартиру Полей заходили художники В. Поленов, Николай Ге, А. Бенуа, скульптор Сергей Меркуров, режиссёр К. Станиславский. Поль неоднократно бывал у Льва Толстого в Ясной Поляне, о чем сохранились его воспоминания. Дружба связывала его со старшим сыном Льва Толстого — Сергеем Львовичем Толстым.
С 1905 года, в течение пяти лет он является директором Московского отделения РМО (Российского Музыкального Общества. После 1911 он назначается директором Музыкального института имени Императрицы Марии, заместив на этой должности Сергея Рахманинова.
Увлекается философией и оккультизмом, знакомится с Николаем Лосским, П. Д. Успенским, Г. И. Гурджиевым. Это оказывает серьёзное влияние до конца его жизни. Дожив до старости, Владимир Поль занимается йогой, практикует «Калокагатию», античное искусство обретения равновесия духа и плоти для восхождения в вечность. Всю жизнь Поль соблюдает строжайшую гигиену — диетическое питание, воздержание от спирта, табака и пр., — занимается гимнастикой, растирается щеткой, берет воздушные ванны, в любую погоду часами быстро ходил, словом — исполнял то, что предписывает индусская или японская йога, чтобы подчинить физиологию тела бессмертному духу. Владимир Поль говорил: «Человек должен добиться власти над всем обменом веществ, над каждым дыханием живой клетки».
По воспоминаниям Сергея Константиновича Маковского «любознательность и любопытство Поля были беспредельны, и потому заглядывал он и к спиритам, и в кумирни тайных обществ, и к плутоватым духовидцам, „втирателям очков“, более или менее безобидным… Ему не было тридцати лет, когда сплелась вокруг него легенда многоопытного „мудреца“, не напрасно побывавшего и в Индии (куда он никогда не ездил)».
В 1914 году он пишет струнный квинтет, составленный из тех индусских мотивов, которые представил Владимиру Ивановичу подлинно-индусский философ и проповедник Инайят Хан, вызванный Александром Таировым в Москву, где он открывал «Камерный театр» драмой Калидасы — «Сакунтала». По мнению Сергея Маковского эту «музыку на темы, навеянные Инайят Ханом, сочинил Поль по заказу Таирова».
В музыке Владимир Поль является традиционалистом, приверженцем классической школы, но при этом, по свидетельству Сергея Маковского, «свои мистические прозрения мечтал вложить в гармонически совершенную оркестровую симфонию».

### Крым
В 1917 году Поль и Ян-Рубан уезжают в Крым. Выступали с концертами перед красногвардейцами. Музыкальные вечера и концерты четы Поль проходили с исключительным успехом. Ян-Рубан исполняла песни Шуберта, Чайковского, Дебюсси, сочинения самого Поля. По воспоминаниям Феликса Юсупова, ещё до революции 1917 года, Владимир Поль и Ян Рубан, часто бывали в  Гаспре во дворце графини Паниной, которая принимала политиков, художников, писателей, он пишет: «У неё встречал я Льва Толстого, Чехова, у неё же свел дружбу с прелестной четой — певицей Ян-Рубан и мужем её, композитором и художником Полем. Г жа Ян-Рубан даже давала мне уроки пения и сама приходила к нам. Не знал я певицы с лучшей певческой дикцией. И никто с таким чувством не пел Шумана, Шуберта и Брамса».
В Крыму, в Гаспре он знакомится с юным Владимиром Набоковым, они дружат, Поль оказывает большое влияние на Набокова, который посвящает Владимиру Полю стихотворение «Эфемеры».

### Париж
В 1922 году Владимир Поль и Ян-Рубан эмигрируют и поселяются в Париже. Поль становится одним из учредителей «Русского музыкального общества» (Русской консерватории) (1931—1956) в первое правление которого вошли: Н. А. Коновалов (бывший министр торговли «Временного Правительства» и ученик Рахманинова), Е. Л. Рубинштейн (юрисконсульт по русским делам в «Лиге Наций»), Н. А. Черепнин, Ф. А. Гартман, П. Я. Штример (композитор-педагог) и В. И. Поль. Первым председателем Общества был избран И. А. Коновалов, затем — принцесса Елена Альтенбургская и, наконец, В. С. Нарышкина (рожд. Лисаневич). Это Общество и приютило «Русскую консерваторию в Париже». Первым директором Консерватории был приглашен кн. Сергей Михайлович Волконский. За ним избирались поочерёдно — Н. И. Черепнин, И. А. Ковалев, А. К. Теребинский (композитор) и В. И. Поль. «Почетным директором» Консерватории был избран Сергей Рахманинов, а когда его не стало — В. И. Поль, сохранивший звание до своей смерти. До 1953 года он вел в консерватории свои классы композиции и фортепиано.
С 1925 года на протяжении почти 15 лет он ведет раздел музыкальных, культурных новостей и статей в парижской газете «Возрождение».
Активный участник всех музыкальных мероприятий русской эмиграции. В период с 1937 по 1962 был одним из директоров музыкального издательства «М. П. Беляев в Лейпциге» (позднее в Бонне). Он входил в «Беляевский попечительный совет», то есть совет, ведающий всем нотным издательским делом М. П. Беляева в России и за границей. По завещанию М. П. Беляева, после его смерти, совет должен был состоять, из трех композиторов, им самим назначенных, причем каждый из них указывал себе заранее заместителя на случай своей смерти. В первом составе были Н. А. Римский-Корсаков, А. К. Глазунов, А. К. Лядов; а затем «Попечительный совет» составляли: В. И. Поль (председатель), Н. А. Черепнин и Л. Н. Муравьев.
Публиковал статьи как музыкальный критик. Является профессором теории музыки, ведет занятия по классу фортепиано до 1953 года. Ян Рубан преподавала в Русской консерватории по классу вокала.
Владимир Поль — автор музыки к балетным спектаклям, которые ставились во Франции и США, симфонической поэмы (1961), романсов (циклы изданы в Петербурге в 1912 и в Париже в 1927) и других сочинений для голоса с фортепиано. В Париже Владимир Иванович написал три небольших балета, многочисленные романсы. В 1961 году пишет песню «Гармонист» на слова советского поэта-песенника Исаковского. Интересным аспектом его творчества являются несколько пьес для фортепиано для исполнения одной рукой. Это «Поэма» для левой руки, 1938, и др., пьесы эти в мире музыки признаны удачными и входят в состав сборников этого направления. Ему принадлежат работы по истории и теории музыки, статьи о творчестве Н. К. Метнера.
Погиб Поль в результате несчастного случая, в возрасте 87 лет, так и не дожив до 100-летнего рубежа, что по словам его дочери Тамары Владимировны Поль, было его мечтой. Похоронен на русском кладбище Сент-Женевьев-де-Буа под Парижем, в той же могиле похоронена Ян-Рубан.

## Музыкальные произведения
- «Индусскіе песни и танцы Записанныя проф. Инаятъ-Ханомъ», в переложении Сергея Толстого и Владимира Поля, б.г. — М. 1915 — 31 с (нотный альбом для фортепиано) PDF.
- Три небольших балета на темы бетховенских вариаций.

### Романсы и песни
- «Как по лесу лес шумит» (слова Островского из «Снегурочки»)
- «Пантелей-целитель» (слова гр. Алексея Толстого)
- «Лада» (на слова Сергея Клычкова)
- «Духов День» (на слова Ефременкова)
- «Заклинание» (слова А. С. Пушкина)
- Песня «Солнце землю целовало»
- Музыкальная картина «Духов День»
- Песенка-бержеретка «Как по лесу»
- Музыкальный триптих «Заклинание»
- «Видение» песня на слова Майкова.
- Пять романсов на слова С. Маковского из сборника «Somnium breve». Поль В.
- Озеро улыбается («С озера веет прохлада и нега…»)(на слова Ф.Тютчева). М. — Лейпциг, Юргенсон, б. г.
- Последняя любовь.(на слова Ф.Тютчева) М. — Лейпциг, Юргенсон, б. г.
- Весеннее успокоение, «Что ты клонишь над водами…» (на слова Ф.Тютчева) М. — Лейпциг, Юргенсон, 1904.
- «Если смерть есть ночь…» (на слова Ф.Тютчева) М. — Лейпциг, Юргенсон, б. г.
- Прости («Так здесь-то суждено нам было…»). (на слова Ф.Тютчева) Для голоса с ф.-п., Москва — Лейпциг, б. г.

### Сочинения для левой руки (фортепиано)
- Valse Impromptu. Wladimir Pohl. for the left hand, op. 19/1 A Mr Leon Mouravieff M.P. Belaieff Musikverlag 8 pages ISMN: 979-0-2030-0247-5
- Valse Romantique op. 19 no. 2 (1947) /Belaïeff)
- Prelude and Nocturne. Scriabin, Alexander Nikolayevich (Composer) Pohl, Wladimir (Editor) op. 9 Piano (left hand) Publisher M.P. Belaieff Musikverlag
- Poeme: pour la main gauche, Op. 17. Leipzig: M.P. Belaieff, 1938. New York: Boosey and Hawkes.

## Статьи Владимира Поля
- «Град-Китеж». Газета «Возрождение» (Париж) 6 Июля 1926
- Музыкальные Заметки. Газета «Возрождение» (Париж) 16 Января 1927
- Концерт Глазунова. // Возрождение. 1928. — № 1302.
- Музыкальные Заметки. Газета «Возрождение» (Париж) 24 Января 1928
- «По Концертам». Газета «Возрождение» (Париж) 5 Марта 1928
- Музыкальные Заметки. Газета «Возрождение» (Париж) 24 Марта 1928
- «Концерт Сэра Т. Бичам». Газета «Возрождение» (Париж) 7 Апреля 1928
- «Евгений Онегин» в Париже. Газета «Возрождение» (Париж) 5 Мая 1928
- «Князь Игорь». Газета «Возрождение» (Париж) 29 Января 1929
- Музыкальные Заметки. Газета «Возрождение» (Париж) 20 Февраля 1929
- Общество «Икона». Газета «Возрождение» (Париж) 5 Сентября 1929
- «С. В. Рахманинов». Газета «Возрождение» (Париж) 20 Марта 1932
- «Консерватория Российского Музыкального Общества». Газета «Возрождение» (Париж) 7 Апреля 1933
- «Корреджио». Газета «Возрождение» (Париж) 19 Июля 1934
- «Вальсы Штрауса». Газета «Возрождение» (Париж) 30 Мая 1935
- «Шаляпин в Опера-Комик». Газета «Возрождение» (Париж) 13 Октября 1935
- «Симфония Ф. А. Гартмана». Газета «Возрождение» (Париж) 1 Декабря 1935
- Музыкальные Заметки. Газета «Возрождение» (Париж) 2 Июля 1937
- Музыкальные Заметки. Газета «Возрождение» (Париж) 3 Декабря 1937
- Музыкальные заметки о пианистах. «Возрождение», Париж. 1939. — № 4172, 24 февраля, с. 9.
- Музыкальные Заметки. Газета «Возрождение» (Париж) 10 Февраля 1939
- Пушкин в русской музыке. Журнал «Возрождение», Париж. 1949. — № 3. — С. 52—58
- Встречи с Толстым. // О Л. Н. Толстом. — «Новый мир», 1960, № 12, стр 239—247. (стр. 244—247). [Воспоминания относятся к 1898 г.]